# Silicijev dioksid
Silicijev dioksid (silicijev(IV) oksid, silika, SiO2) je prirodni mineral kremen, visokoga tališta i velike čvrstoće. U prirodi se nalazi u 17 oblika, od kojih su najpoznatije amorfne modifikacije kvarc, opal i dijatomejske zemlje.

## Svojstva, osobine i rasprostranjenost
Kristalna je tvar, tvrda i netopljiva u vodi, kiselinama (osim fluorovodičoj) i lužinama, a kemijski je vrlo inertna. Anhidrit je slabe ortosilicijske kiseline (H4SiO4).
Najvažniji je spoj silicija koji je veoma rasprostranjen u prirodi (nalazimo ga u pijesku). Obično je zlatnosmeđ zbog prisutnih željezovih oksida te u sastavu različitih minerala dragoga i poludragoga kamenja (primjerice ametista i oniksa).
Pojavljuje se u više različitih kristalnih i amorfnih modifikacija, a postoji u tri temperaturno ovisne alotropske modifikacije.
Taljenjem s alkalijskim hidroksidima ili karbonatima prelazi u topljive silikate. Na nižim temperaturama postoji kao kvarc (kremen) koji zagrijavanjem pri 573 °C polako prelazi u tridimit koji je postojan do 1470 °C, kada prelazi u kristobalit.

Najrasprostranjeniji i najvažniji mineral je kvarc (kremen) koji je vrlo tvrd, piezoelektričan i optički aktivan kristal (zakreće ravninu polarizacije pa postoji lijevi i desni kvarc). Kristal predstavlja beskonačan niz tetraedarski vezanih atoma silicija i kisika u kojima je veza izrazito ioskog karaktera. Upotrebljava se kao optički aktivan kristal u polarimetriji, u UV-optičkim instrumentima (jer propušta ultraljubičasto zračenje), kao stabilizator frekvencije u električnim titrajnim krugovima, za izradu kristalnih piezoelektričnih mikrofona, transduktora i aparata za stvaranje ultrazvuka (koji se također baziraju na piezoelektričnosti) itd.

## Opasnosti
Dugogodišnje udisanje čestica prašine silicijevog dioksida uzrokuje plućno oboljenje - silikozu.

## Upotreba
Rabi se u golemim količinama za proizvodnju stakla (iz kvarcnog pijeska) i keramike, a u obliku pijeska kao sirovina za izradbu materijala otpornih na visoke temperature. Također se rabi i u proizvodnji portland cementa.

Također ga možemo naći kao silika-gel u novoj odjeći i obući zapakiran u male celulozne propusne vrećice u raznim oblicima, a najčešće kuglicama različitih dimenzija.